# 聖卡洛斯縣 (門多薩省)

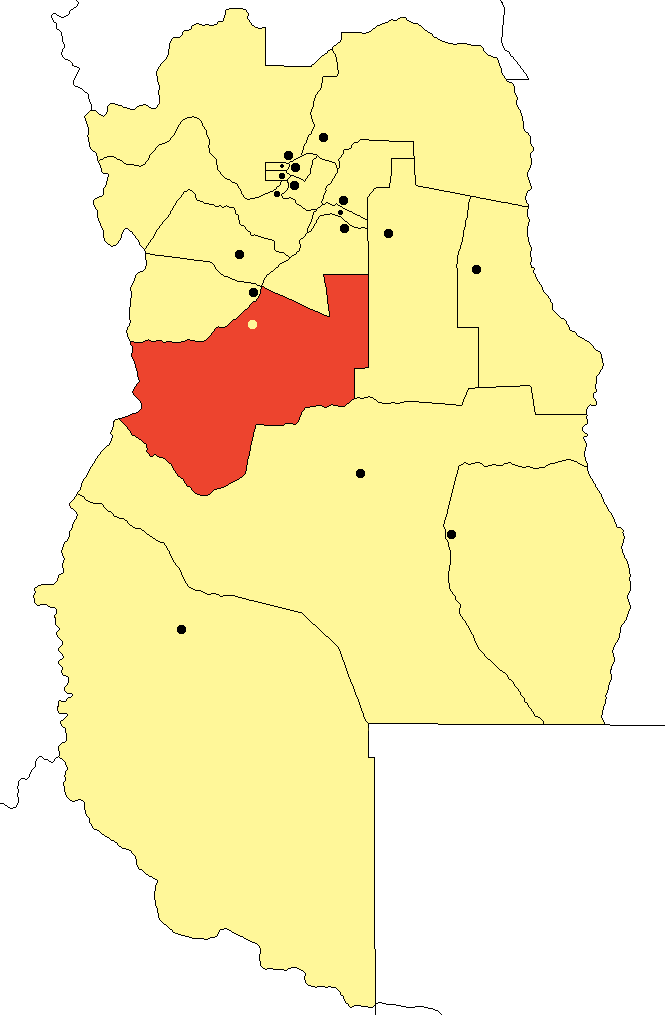

33°46′S 69°02′W / 33.767°S 69.033°W
聖卡洛斯縣（西班牙語：Departamento San Carlos），是阿根廷的縣份，位於該國西部門多薩省，首府設於聖卡洛斯，面積11,578平方公里，該地區的地震活動頻繁和低強度，2010年人口32,631，人口密度每平方公里2.82人。